# Oshodi-Isolo
Oshodi-Isolo ist eine Local Government Area im Bundesstaat Lagos. Sie hat etwa 866.300 Einwohner und ist ein Teil der Metropolregion Lagos.